# Barranc de Canarill (la Bastida de Bellera)
El barranc de Canarill és un barranc, afluent del riu Bòssia. Discorre íntegrament pel terme de Sarroca de Bellera, al Pallars Jussà.
El barranc es forma just al sud-oest del poble de la Bastida de Bellera, des d'on davalla sempre cap al sud-sud-oest fins a abocar-se en el riu Bòssia.
Discorre pel costat de ponent de les Bordes de la Bastida, entre aquestes i la Borda de Joanico.